# Rheum uninerve
Rheum uninerve Maxim. – gatunek rośliny z rodziny rdestowatych (Polygonaceae Juss.). Występuje naturalnie w Mongolii oraz Chinach (w Gansu, Mongolii Wewnętrznej i zachodniej części Qinghai). 

## Morfologia
PokrójBylina bez wyraźnej łodygi. Dorasta do 15–30 cm wysokości.
LiścieMają owalny kształt. Mierzą 8–12 cm długości oraz 4–7,5 cm szerokości. Są niemal skórzaste. Blaszka liściowa jest całobrzega, o nasadzie od zaokrąglonej do klinowej i tępym wierzchołku. Ogonek liściowy jest owłosiony i osiąga 3,5 cm długości. Gatka jest błoniasta.
KwiatyZebrane w wiechy, rozwijają się na szczytach pędów. Listki okwiatu mają eliptyczny kształt i czerwonopurpurową barwę, mierzą 2 mm długości.
OwoceMają podłużnie elipsoidalny kształt, osiągają 14–16 mm długości.

## Biologia i ekologia
Rośnie na łąkach i stokach. Występuje na wysokości od 1100 do 2300 m n.p.m. Kwitnie od maja do lipca.